# ظاهرة غالافردن
ظاهرة غالافردن (بالإنجليزية: Gallavardin phenomenon)‏ هي علامة سريرية وُجِدَت في المرضى الذين يعانون من تضيق الأبهر. يوصف بأنه الانفصام بين المكونات الصاخبة والموسيقية في لغط القلب الانقباضي والتي تُسمَع في تضيق الأبهر. من الأفضل سماع المكون الصاخب القاسي عند الحدود القصية اليمنى العلوية والذي يمتد إلى الرقبة بسبب النفاثة عالية السرعة في الأبهر الصاعد. أفضل مكان لسماع المكون الموسيقي عالي التردد هو قمة القلب. يمكن أن يُسَاء تفسير وجود نفخة في القمة على أنها قصور في الصمام التاجي. ومع ذلك، فإن التشويش القمي لظاهرة غالافردن لا يمتد إلى الإبط الأيسر، ويبرزه تباطؤ معدل ضربات القلب (مثل توقف تعويضي بعد إيقاع سابق لأوانه)، في حين لا يتغير لغط الارتجاع التاجي.

## التسمية
سُمّيت العلامة نسبةً إلى لويس غالافردن، بعد أن وصفها غالافردان ورافولت عام 1925.